# Mohamed Tewfik Abdel Fattah
Mohamed Tewfik Abdel Fattah (arabisch محمد توفيق عبد الفتاح; * 18. August 1920) ist ein ägyptischer Diplomat.
Abdel Fattah war von 1964 bis 1970 Botschafter Ägyptens in Bern.
Im Juni 1965 unterstützten Abdel Fattah und der arabische Diplomat Ibrahim Moukhtar El-Wakil Hans Fleig und Hans Ellenberger bei der Gründung der Schweizerisch-Arabischen Gesellschaft.